# 陳廉
陳廉（1553年—1617年），字威如，號靜䑓，直隸大名府元城縣人，民籍，明朝政治人物。

## 生平
萬曆元年（1573年）癸酉科順天府鄉試第八十二名，萬曆十一年（1583年）癸未科會試第二百八名，登二甲第四十四名進士。工部觀政，次年授刑部雲南司主事，十六年升员外郎，十七年升山西司郎中，本年官山西潞安府知府，不久調繁河南開封府。萬曆二十一年（1593年）陞陝西副使，整飭潼關衛，二十二年丁父憂。服闋，三十二年補山西潞安兵备副使，三十五年陞本省河東道右參政，本年調口北道参政，三十八年加升右布政使，照旧管事，四十年致仕。丁母憂，除服不久病逝，享年六十五。

## 家族
曾祖陳綬，正德丁丑进士，人称铁川先生，曾任四川叙州府知府；祖父陳鴻雷，武進士，曾任真定衛鎮撫；父陳秉忠，號後川，襄城、博平二縣知縣，曾任王府審理正。母劉氏，封太淑人。先娶山东按察使張崇功女，累赠淑人。继室张氏，甘肃行太仆寺卿兼佥事張瀾女，累封淑人。三子皆继室出，長子陳具慶，天啓二年進士。次子善庆、嘉庆。